# 小行星9645
小行星9645（英語：9645 Grunewald）是一颗围绕太阳公转的小行星。1995年1月5日，天文学家佛蒙特·伯根在陶腾堡发现了此天体。
这颗小行星的绝对星等为66.07057675837369等。